# V. J. Sukselainen
Vieno Johannes (Jussi) Sukselainen (12 tháng 10 năm 1906 – 6 tháng 4 năm 1995), là Thủ tướng Phần Lan hai lần và Chủ tịch Quốc hội bốn lần. Ông là Chủ tịch Hội đồng Bắc Âu vào năm 1972 và năm 1977.
Sukselainen sinh tại Paimio. Ông là đảng viên của Đảng Trung tâm. Ông mất tại Espoo.